# Picketts Lock

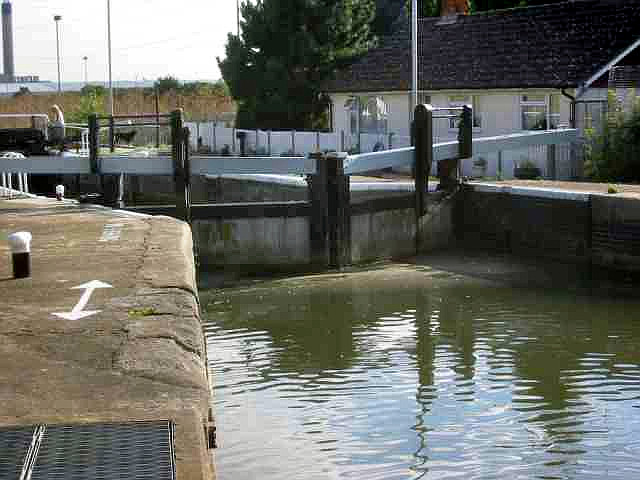
Slussen Picketts Lock i Picketts Lock.

Picketts Lock är ett område i Edmonton, London Borough of Enfield i norra London.
I Picketts Lock var det tänkt att en friidrottsarena skulle byggas till friidrotts-VM 2005. I oktober 2001 beslöt regeringen att avbryta bygget p.g.a. ökade kostnader. I stället beslöt IAAF att tilldela Helsingfors värdskapet för friidrotts-VM.